# Nessun pericolo per te (tour)
Il Nessun Pericolo Per Te è una tournée del cantautore italiano Vasco Rossi.

## Le date
| Data              | Città               | Stato    | Luogo                                    | Spettatori           |
| ----------------- | ------------------- | -------- | ---------------------------------------- | -------------------- |
| Prima parte       |                     |          |                                          |                      |
| 28 marzo 1996     | Frauenfeld          | Svizzera | Festhuette                               | 1.000                |
| 30 marzo 1996     | Bienne              | Svizzera | Eisstadion Biel                          | 1.000                |
| 12 aprile 1996    | Torino              | Italia   | PalaStampa                               | 12.000               |
| 15 aprile 1996    | Bolzano             | Italia   | Palaonda                                 | 7.000                |
| 16 aprile 1996    | Casalecchio di Reno | Italia   | PalaMalaguti                             | 12.000               |
| 19 aprile 1996    | Milano              | Italia   | Forum di Assago                          | 12.000               |
| 20 aprile 1996    | Milano              | Italia   | Forum di Assago                          | 12.000               |
| 23 aprile 1996    | Firenze             | Italia   | Palasport                                | 6.000                |
| 26 aprile 1996    | Roma                | Italia   | PalaEur                                  | 14.000               |
| 30 aprile 1996    | Acireale            | Italia   | PalaTupparello                           | 7.000                |
| 4 maggio 1996     | Palermo             | Italia   | Velodromo Paolo Borsellino               | 10.000               |
| 7 maggio 1996     | Caserta             | Italia   | PalaMaggiò                               | 7.000                |
| Seconda parte     |                     |          |                                          |                      |
| 15 giugno 1996    | Milano              | Italia   | Stadio Meazza (soundcheck 13-06 + 14-06) | 62.220               |
| 18 giugno 1996    | Genova              | Italia   | Stadio Luigi Ferraris                    | 16.000               |
| 21 giugno 1996    | Torino              | Italia   | Stadio delle Alpi                        | 48.000               |
| 24 giugno 1996    | Reggio Emilia       | Italia   | Stadio Giglio                            | 21.000               |
| 27 giugno 1996    | Roma                | Italia   | Stadio Olimpico                          | 25.000               |
| 30 giugno 1996    | Scarperia           | Italia   | Autodromo del Mugello (soundcheck 29-06) | 15.000               |
| 4 luglio 1996     | Cava de' Tirreni    | Italia   | Stadio Simonetta Lamberti                | 8.000                |
| 7 luglio 1996     | Udine               | Italia   | Stadio Friuli                            | 20.000               |
| 3 agosto 1996     | Aosta               | Italia   | Arena della Croix-Noire                  | 5.550                |
| 4 agosto 1996     | Sanremo             | Italia   | Stadio Comunale                          | 5.000                |
| 7 agosto 1996     | Montalto di Castro  | Italia   | Stadio Comunale (Campo Sportivo)         | 10.000               |
| 10 agosto 1996    | Rimini              | Italia   | Stadio Romeo Neri                        | 18.000               |
| 11 agosto 1996    | Pescara             | Italia   | Stadio Adriatico                         | 30.000               |
| 14 agosto 1996    | Lecce               | Italia   | Stadio Via del Mare                      | dato non disponibile |
| 17 agosto 1996    | Villapiana Scalo    | Italia   | Stadio Comunale                          | data annullata       |
| 20 agosto 1996    | Caltanissetta       | Italia   | Stadio Pian del Lago                     | data annullata       |
| 31 agosto 1996    | Rosà                | Italia   | Stadio Comunale                          | 15.000               |
| 3 settembre 1996  | Lugano              | Svizzera | Stadio Cornaredo                         | 16.000               |
| 6 settembre 1996  | Verona              | Italia   | Stadio Bentegodi                         | 31.000               |
| 11 settembre 1996 | Modena              | Italia   | Anfiteatro Festa de l'Unità              | 11.000               |
| 14 settembre 1996 | Ancona              | Italia   | Stadio Del Conero                        | 16.000               |
| 17 settembre 1996 | Varese              | Italia   | Ippodromo Le Bettole                     | 9.000                |
| 20 settembre 1996 | Casale Monferrato   | Italia   | Festa di Rifondazione                    | 11.000               |
| 21 settembre 1996 | San Polo di Brescia | Italia   | Stadio del Rugby                         | 9.000                |
| 24 settembre 1996 | Bari                | Italia   | Stadio San Nicola                        | 15.000               |
| 27 settembre 1996 | Palermo             | Italia   | Foro Italico (Clio RDS)                  | 150.000              |
| 30 settembre 1996 | Tortolì             | Italia   | Campo Sportivo                           | 12.000               |
| Totale            |                     |          |                                          | 750.000              |

## Scaletta
1. Un gran bel film
2. Praticamente perfetto
3. Ormai e tardi
4. Io perderò
5. Non mi va
6. Le cose che non dici
7. Nessun pericolo per te
8. Senza parole
9. Non appari mai
10. Mi si escludeva
11. Sally
12. Benvenuto
13. Colpa d'Alfredo
14. Va bene va bene cosi

1. La noia
2. C'è chi dice no
3. Gli spari sopra
4. Delusa
5. Gli angeli
6. 2 cover
7. Fegato fegato spappolato
8. Bollicine
9. Vivere
10. Siamo solo noi
11. Vita spericolata
12. Per quello che ho da fare
13. Albachiara

Altri brani: 
1. Il tempo di morire
2. Liberi liberi

## Formazione
- Vasco Rossi: voce
- Claudio Golinelli: basso
- Alberto Rocchetti: tastiere
- Massimo Riva: chitarra ritmica
- Nando Bonini: chitarra ritmica
- Stef Burns: chitarra solista
- Deen Castronovo: batteria
- Andrea Innesto: sax
- Clara Moroni: cori